# Odavara
Odavara (小田原市; Hepburn: Odawara) város Japán keleti részén, Kanagava prefektúra területén. 2010-ben a város lakosságát 203 038 főre becsülték, népsűrűségét pedig 1740 fő/km²-re. A város fő látványossága a vára, amely 1495 után mintegy száz évig a Go-Hódzsó nemzetség központja volt a hadakozó fejedelemségek korában.

## Fekvése
Odavara városa az Asigara-síkságon terül el, Kanagava prefektúra nyugati végében. Északon és nyugaton a Hakone-hegység, délen a Szagami-öböl, keleten pedig a Szakava-folyó határolja.

## Történelme
A mai Odavarát körülvevő területeken már a prehisztorikus időkben voltak települések és régészeti kutatások szerint a Dzsómon-kor igen magas népsűrűséggel rendelkezett. A Nara-korban a terület Szagami tartomány Asigarasimo körzetének része lett. A Heian-korban uradalmakra (sóen) osztották fel és legnagyobb részét a Hatano nemzetség irányította. A Taira–Minamoto-háború idején az isibasijamai csatát a mai Odavara közelében vívták. A hadakozó fejedelemségek korában a terület a Kantó nagy részét uraló Go-Hódzsó nemzetség központja lett. 1590-ben Tojotomi Hidejosi azonban legyőzte őket az odavarai csatában és a terület Tokugava Iejaszu irányítása alá került.
A Tokugava-sógunátus idején az Odavara han része lett daimjók irányítása alatt. A település ebben az időben Odavara-dzsuku néven a Kiotót és Tokiót összekötő Tókaidó főút kilencedik állomáshelye lett. A Meidzsi-restauráció után az Odavara-birtokot prefektúrává szervezték át, amelyet összevontak a rövid életű Asigara prefektúrával, mielőtt Kanagava prefektúrához csatolták volna 1876-ban. Ekkoriban a prefektúra politikai és gazdasági súlypontja lassacskán Jokohamába tolódott el és ezt Odavara is megsínylette, lakossága ugyanis folyamatosan csökkent. Ez csak még inkább súlyosbodott, amikor a Tókaidó vasútvonal elkerülte a várost és a sokkal északabbra fekvő Gotembán haladt keresztül.
Az 1923-as nagy kantói földrengés epicentruma a város mellett elterülő Izu Ósima sziget alatt volt. A földrengés elpusztította Tokiót, Jokohama kikötőjét, Csiba, Kanagava és Sizuoka prefektúrák több városát és komoly károkat okozott az egész Kantó régióban. Odavara épületeinek 90%-a romba dőlt, az állva maradt épületekben pedig tűz ütött ki.
A város visszanyert valamit korábbi gazdagságából, amikor 1934-ben megnyitották a Tanna alagutat, amelyen keresztül a Tókaidó vasútvonal eljuthatott Odavarába. A városi címet 1940. december 20-án kapta meg. 1945. augusztus 15-én Odavara volt az utolsó olyan Japán város, amelyet a szövetségesek bombáztak a második világháború során. 2000-ben a város átlépte a 200 000-es lélekszámot és ezzel különleges státuszú várossá vált, amely nagyban növelte a függetlenségét a központi kormányzattól.

## Gazdasága
Odavara Nyugat-Kanagava fő kereskedelmi központja. A mezőgazdaság és a halászat viszonylag csekély szerepet játszik a helyi gazdaságban. Az ipar magában foglalja a könnyűipart a vegyipart és az ételfeldolgozást. Odavara egyúttal Jokohama és Tokió egyik alvóvárosaként is funkcionál.

## Népesség
| Lakosok száma | 198 327 | 194 086 | 189 038 |
|               | 2010    | 2015    | 2020    |

## Testvérvárosok
- Nikko
- Kisivada
- Chula Vista
- Manly

## Fordítás
- Ez a szócikk részben vagy egészben  az   Odawara című angol Wikipédia-szócikk ezen változatának fordításán alapul.  Az eredeti cikk szerkesztőit annak laptörténete sorolja fel. Ez a jelzés csupán a megfogalmazás eredetét és a szerzői jogokat jelzi, nem szolgál a cikkben szereplő információk forrásmegjelöléseként.